# Sapromyza opaca
Sapromyza opaca är en tvåvingeart som beskrevs av Becker 1895. Sapromyza opaca ingår i släktet Sapromyza och familjen lövflugor. Arten är reproducerande i Sverige. Inga underarter finns listade i Catalogue of Life.